# Утришский дельфинарий
Утри́шский дельфина́рий — дельфинарий и научно-исследовательская база. Расположен в Краснодарском крае на берегу Чёрного моря между городами Новороссийск и Анапа на озере Солёном в посёлке Большой Утриш недалеко от одноимённого острова. Дельфинарий создан по инициативе Института проблем экологии и эволюции им. А. Н. Северцова Российской академии наук в 1984 году и имеет несколько филиалов в городах России и офис в Москве. Основное назначение дельфинария — научно-исследовательская работа и популяризация научных знаний о морских млекопитающих.
В апреле 2009 года сообщалось о рейдерском захвате московского и сочинского филиалов дельфинария, после которого, по сообщениям ряда СМИ, уход за животными ухудшился, что привело к гибели некоторых из них.

## Филиалы Утришского дельфинария

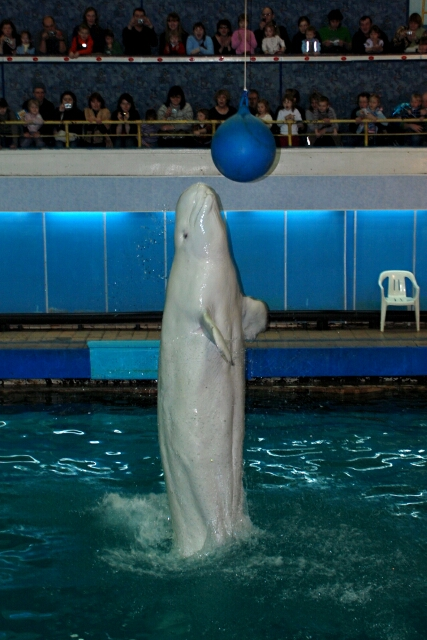
Белуха Егор в Утришском дельфинарии

### Московский дельфинарий
Московский дельфинарий — культурно-развлекательное учреждение, ранее расположенное в Олимпийском дворце водного спорта (Москва). В 2011 году Московский дельфинарий закрыт. Собственник помещения, Москомспорт, в 2011 году отказался продлить договор аренды.

#### Состав животных Московского дельфинария
- Черноморские дельфины-афалины
- Белухи
- Моржи
- Сивучи
- Северные морские котики

### Санкт-Петербургский дельфинарий
Филиал открылся в августе 1998 года. До 2000 года работал в бассейне Морского колледжа, в настоящее время — в бассейне «Спартак» на Крестовском острове. Пока — единственный дельфинарий в городе, с одним бассейном.

### Сочинский дельфинарий
Сочинский дельфинарий — культурно-развлекательное учреждение, расположенное в Адлерском районе города Сочи (в Адлерском курортном городке). Здание и арена дельфинария построены и введены в эксплуатацию 30 декабря 1997 года. Бассейн, в котором проходят представления, имеет диаметр 20 метров, а глубину — 6 метров. Вместимость арены — около 1000 мест. Программа представлений обычно состоит из трёх частей (белухи, ластоногие и дельфины) и имеет продолжительность 45—50 минут.
С 2010 года и по сей день Сочинский дельфинарий захвачен рейдерами, которым помогает удерживать территорию одна из ОПГ Краснодарского края.

#### Состав животных Сочинского дельфинария в 2017 году
- Черноморские дельфины-афалины
- Белухи
- Сивучи
- Морские котики
- Моржи
- Южноамериканские морское львы